# European Institute of Public Administration
Het Europees Instituut voor Bestuurskunde of European Institute of Public Administration (EIPA) is een onafhankelijk instituut dat met de Europese Unie geaffilieerd is, opgericht in 1981. Er worden seminaries en opleidingen georganiseerd, consultancy verleend en onderzoek gedaan naar Europese aangelegenheden en publiek bestuur.

## Organisatie
Het instituut wordt gefinancierd met bijdragen van EU-landen en de Europese Commissie. Voorzitter van de raad van bestuur was de Belgische politicus Guy Verhofstadt, directeur is Marco Ongaro. Guy Verhofstadt werd in 2020 opgevolgd door de Zweedse politica Cecilia Wikström.
De hoofdzetel is gevestigd in Maastricht; in Luxemburg is een afdeling gevestigd.

## Geschiedenis
Het Europees Instituut voor Bestuurskunde werd officieel opgericht op 13 maart 1981, voorafgaand aan de Eurotop te Maastricht, door toenmalig voorzitter van de Europese Raad, minister-president Dries van Agt. In januari 1982 vond de opening plaats door de minister van Binnenlandse Zaken Ed van Thijn. Het instituut was oorspronkelijk gevestigd in het Huis met de Pelikaan, een voormalig bankgebouw en tevens rijksmonument op de hoek van het Onze Lieve Vrouweplein met de Cortenstraat. De Gemeente Maastricht verleende een subsidie van 2,5 miljoen gulden.
In 1986 verhuisde het EIPA naar nummer 22, een voormalig kanunnikenhuis en eveneens een rijksmonument. Achter dit pand verrees een kantorencomplex rondom een binnenhof, met aan de kant van de Hondstraat een parkeerterrein. De uitbreiding werd op 18 november 1986 geopend door koningin Beatrix. Daarna breidde het instituut verder uit naar nieuwbouw in hetzelfde blok, op de hoek van de Hondstraat en de Cortenstraat.

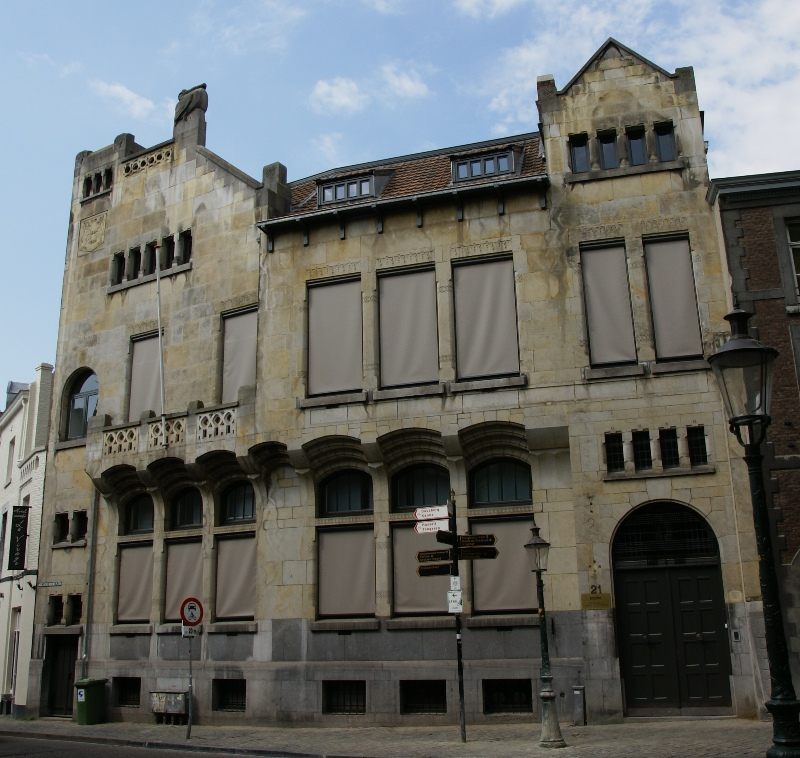
Oorspronkelijke huisvesting: Huis met de Pelikaan
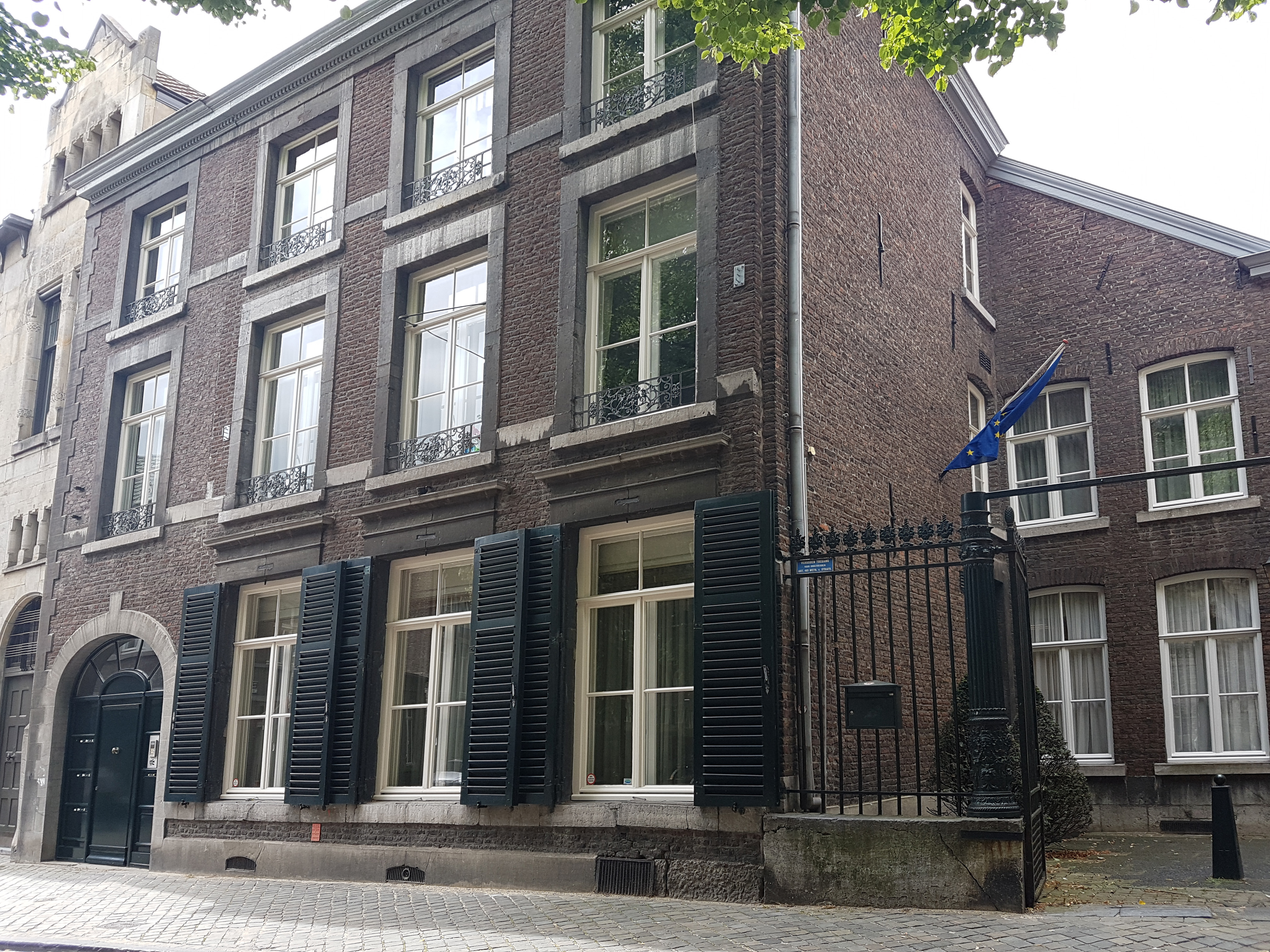
Onze Lieve Vrouweplein 22 (rechts de entree)
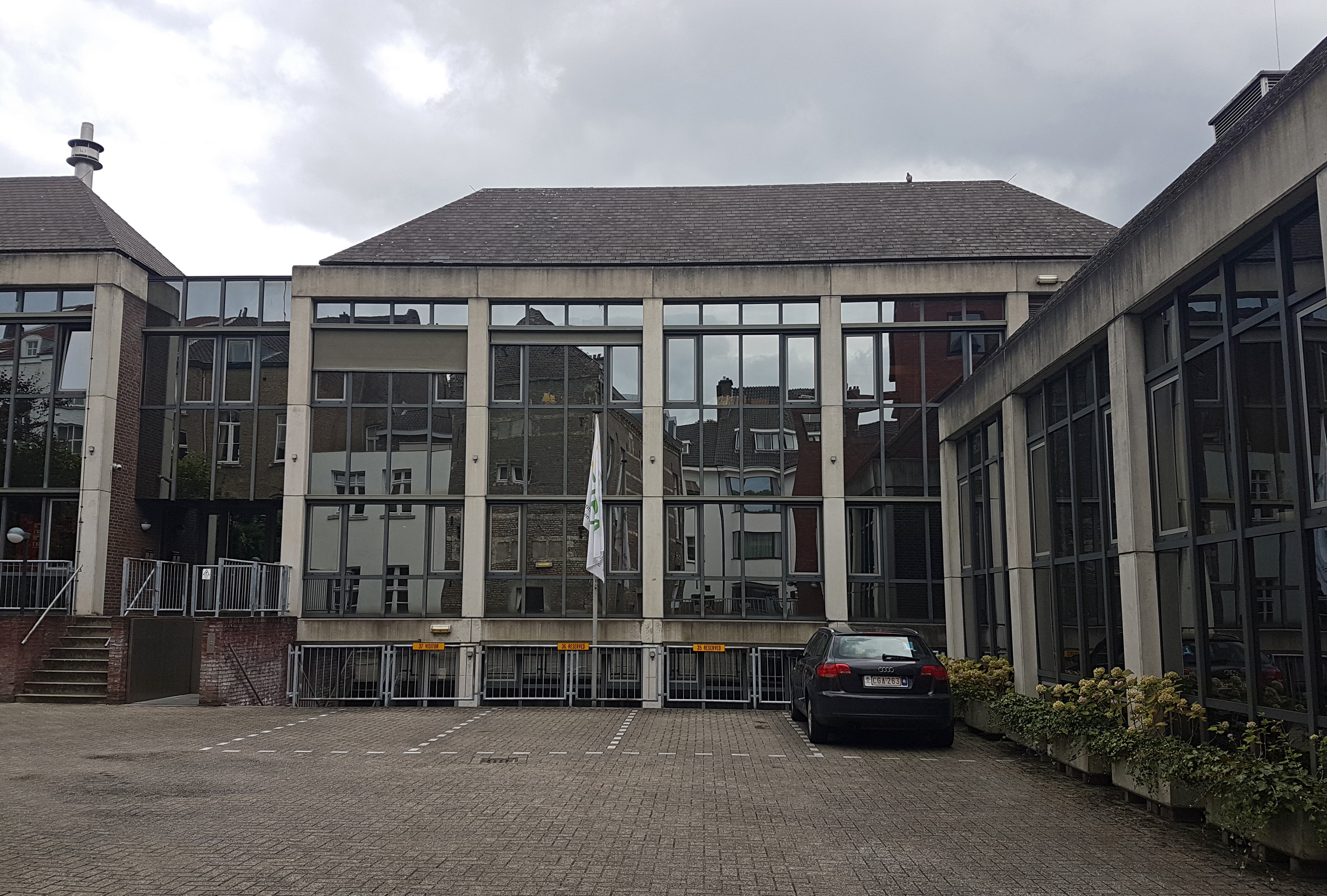
Achterkant hofvleugel, Hondstraat
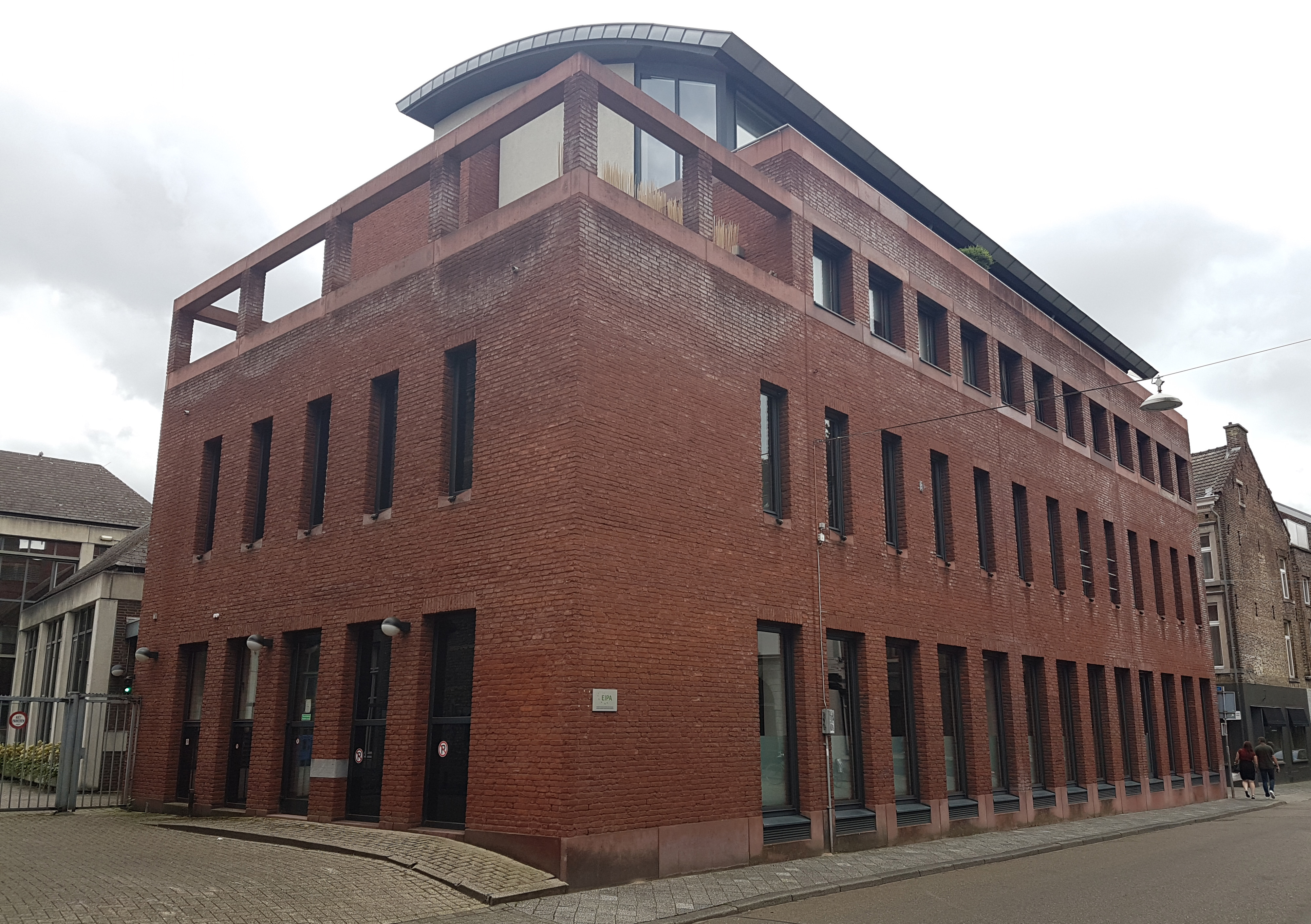
Nieuwbouw Hondstraat-Cortenstraat